# Орден Святого Саввы (СПЦ)
Орден Святого Саввы Сербской православной церкви (серб. Орден Светог Саве Српске православне Цркве) — высший орден Сербской православной церкви.

## История
Учреждён решениями Святого архиерейского собора Сербской православной церкви от 24 и 26 мая 1985 года, в память о 800-летии со дня рождения Святого Саввы, для награждения за заслуги перед Сербской православной церковью. Статут ордена утверждён 22 мая 1986 года. Решение о награждении принимается Священным Синодом и утверждается Патриархом Сербским.
Орденом отмечаются выдающиеся заслуги в духовной, просветительской и гуманитарной областях. Орден может вручаться как духовным, так и светским лицам, а также коллективам и организациям.

## Степени
Орден делится на 3 степени. Знаки ордена носятся на шейной ленте. Степени ордена отличаются друг от друга цветом знака и ленты ордена.
- Знак ордена 1 степени белого цвета, носится на ленте белого цвета.
- Знак ордена 2 степени красного цвета, носится на ленте красного цвета.
- Знак ордена 3 степени синего цвета, носится на ленте синего цвета.

## Знаки ордена
Знак ордена представляет собой золотой (позолоченный), покрытый эмалью крест с расширяющимися концами. На концах креста золотые шарики. В центре креста круглый медальон с широким ободком, покрытым эмалью. В центре медальона изображение Святого Саввы, повторяющее изображение на фреске в монастыре Милешева. На оборотной стороне знака в центре медальона — герб Сербской православной церкви. Между сторонами креста помещены золотые сербские двуглавые орлы.
Крест 1-й степени покрыт белой эмалью, 2-й степени — красной эмалью, 3-й степени — синей эмалью.
Крест подвешивается к золотой патриаршей митре, которая через кольцо крепится к орденской ленте.
Лента ордена шёлковая муаровая. Цвет ленты 1-й степени — белый, 2-й степени — красный, 3-й степени — синий.

## Кавалеры ордена России и Украины

### I степень

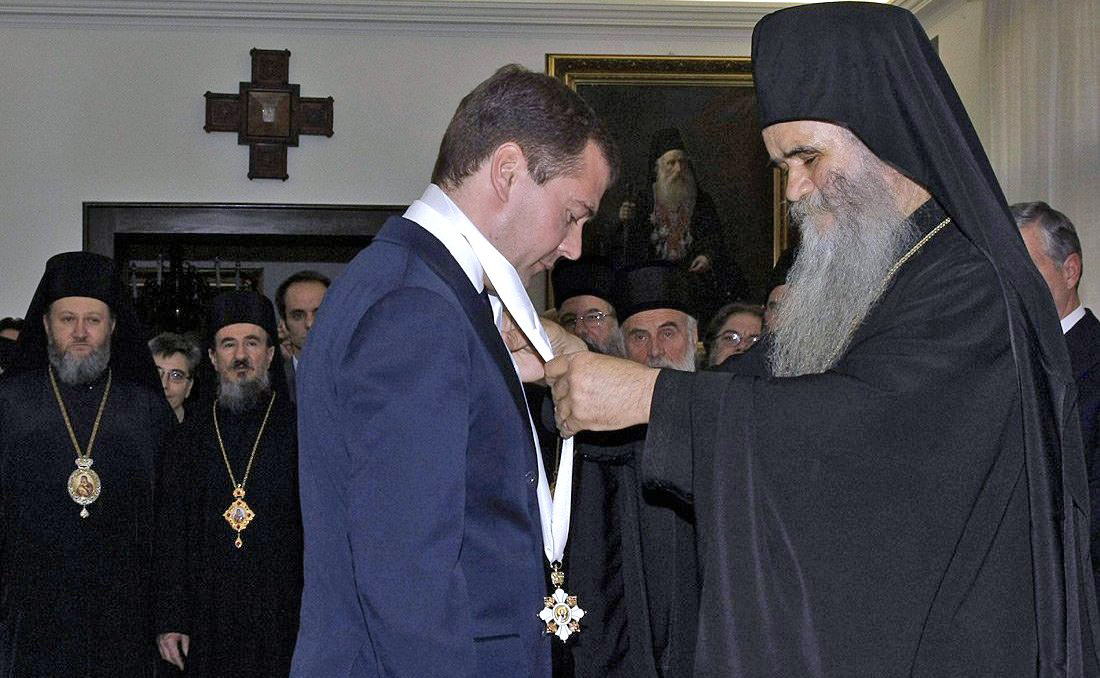
Церемония вручения ордена I степени Президенту Российской Федерации Д. А. Медведеву

- 1994 год — Алексий II, Патриарх Московский и всея Руси[2]
- 2003 год — Сергей Кужугетович Шойгу, министр, генерал армии — за заслуги в оказании гуманитарной помощи сербским беженцам из Хорватии, Боснии и Герцеговины, Косова и Метохии[3]
- 2004 год — Александр Исаевич Солженицын, писатель — за неустанное свидетельство истины, добра, покаяния и примирения как единого пути спасения[4]
- 2004 год — Юрий Михайлович Лужков, мэр Москвы[5]
- 2005 год — Владимир Иванович Якунин, президент ОАО «РЖД», председатель попечительского совета Фонда святого всехвального апостола Андрея Первозванного — за вклад в развитие дружбы, общественных и культурных связей между русским и сербским народами, а также за помощь Сербской Православной Церкви и сербскому населению в Косово[6]
- 2008 год — Александр Николаевич Алексеев, Чрезвычайный и Полномочный Посол Российской Федерации в Сербии — за достойное представление народа России в Сербии, за проявленную любовь к сербскому православному народу и постоянную заботу о справедливом решении статуса Косово и Метохии[7]
- 2009 год — Дмитрий Анатольевич Медведев, Президент Российской Федерации[8]
- 2010 год — Николай Петрович Бурляев, народный артист России[9]
- 2010 год — Борис Игоревич Костенко, генеральный директор телеканала Спас-ТВ[10]
- 2011 год — Владимир Владимирович Путин, Председатель Правительства Российской Федерации[11].
- 2012 год — Александр Васильевич Конузин, Чрезвычайный и Полномочный Посол Российской Федерации в Сербии[12].
- 2014 год — Гела Абрекович Валиев, представитель Войсковой православной миссии в Словении, руководитель строительной фирмы «Росслав» — за жертвенное служение и благотворительную помощь Сербской Православной Церкви[13].

### II степень
- 2006 год — Джордже Попович, инженер, прихожанин подворья Сербской православной церкви при Святейшем Патриархе Московском и всея Руси — за значительные заслуги в деле благоустройства храма и представительства Сербской Православной Церкви[14]
- 2010 год — Малышев, Дмитрий Евгеньевич, советник президента ОАО Газпром нефть, председатель совета директоров АО НИС (Нефтяная индустрия Сербии) за его вклад в укрепление дружбы между российскими и сербскими народами и развитию взаимосвязей между Россией и Сербией[15].
- 2012 год — Табачник, Дмитрий Владимирович, украинский политический и государственный деятель, министр образования и науки, молодежи и спорта Украины — за деятельную любовь к Сербской Православной Церкви, проявленную в мужественной и самоотверженной защите православных святынь и сербского народа Косово и Метохии[16]
- 2017 год — Чушев, Владимир Николаевич, Посол Беларуси в Сербии в 2011—2017 годах[источник не указан 146 дней].
- 2021 год — 63-я парашютная бригада Вооружённых сил Сербии[17][18].

### III степень
- 1994 год — епископ Евгений (Решетников)[19]
- 2001 год — курсант Военного Университета МОРФ Хорошков Владимир — «за мужество при защите монастыря в Косово»[источник не указан 4668 дней]
- 2009 год — Светлана Луганская, переводчик сербской духовной литературы — за значительный вклад в развитие культурных и духовных связей между Россией и Сербией[20]